# Hoàng lan
Hoàng lan hay ngọc lan tây, y lan công chúa (danh pháp hai phần: Cananga odorata), là một loài cây thân gỗ trong Chi Công chúa (Cananga). Loài cây này có thể có độ cao trung bình khoảng 12 m, phát triển tối đa khi được trồng tại nơi có nhiều nắng, và nó ưa thích các loại đất chua tại khu vực nguồn gốc của nó là các rừng mưa. Vỏ cây màu xám trắng; nhánh ngang hay thòng, mang lá song đính, không lông. Lá của nó dài, trơn và bóng loáng. Hoa có màu vàng ánh lục hoặc hồng, quăn như sao biển, và có tinh dầu có mùi thơm rất mạnh, nở từ tháng 11 đến tháng 12. Mỗi hoa cho ra một chùm quả, mỗi chùm quả chứa 10 - 12 hạt, giống như hạt na.
Tên gọi ylang-ylang có nguồn gốc từ tiếng Tagalog ilang-ilang, có nghĩa là "hoa của các loài hoa" mà không phải là để nói bóng gió tới mùi thơm dễ chịu của hoa hoàng lan.
Mùi thơm của hoa hoàng lan vừa nồng và đậm với các dấu vết của hoa cây cao su và món sữa trứng, đồng thời lại rực rõ với dấu vết của hoa nhài và tinh dầu cam đắng (Citrus aurantium thứ amara hay Bigaradia). Tinh dầu hoa hoàng lan thu được bằng cách chưng cất nhờ hơi nước và tách ra thành các cấp khác nhau (extra; 1; 2; 3) tương ứng với việc chưng cất vào khi nào. Thành phần chính tạo ra mùi thơm của hoàng lan là mêtyl anthranilat.

## Phân loài và thứ
- Cananga odorata var. odorata[2]
  - Cananga odorata nhóm Genuina.
  - Cananga odorata nhóm Macrophylla.
- Cananga odorata var. fruticosa (Craib) J.Sinclair, 1955[2] (đồng nghĩa: C. blainii var. fruticosum (W. G. Craib) Corner, 1939, C. fruticosa Craib, 1922, C. fruticosum Craib, 1922, C. odoratum var. fruticosum (Craib) Coner, 1939 và C. odoratum var. fruticosum (W. G. Craib) Corner, 1939).

## Phân bố
Khu vực bản địa: Borneo, Java, quần đảo Sunda Nhỏ, Malaysia bán đảo, New Guinea, Philippines, Queensland, quần đảo Solomon, Sulawesi, Sumatra.
Khu vực du nhập: Quần đảo Andaman, Ấn Độ, Bangladesh, Campuchia, quần đảo Cook, Cuba, Cộng hòa Dominica, Fiji, Guatemala, Guinea, các đảo trong vịnh Guinea, Haiti, Kenya, Lào, quần đảo Leeward, quần đảo Marquises, tây nam Mexico, Nicaragua, quần đảo Nicobar, Puerto Rico, Réunion, Samoa, Senegal, Seychelles, quần đảo Société, Sri Lanka, Tanzania, Tonga, Trinidad-Tobago, Tuamotu, quần đảo Tubuai, Vanuatu, Việt Nam, quần đảo Wallis-Futuna, quần đảo Windward.

## Mô tả
Cây gỗ cao 6–18(–33) m, với vỏ cây màu xám nhạt; các cành non có lông tơ li ti, sau chuyển thành nhẵn nhụi, sẫm màu và có khía. Phiến lá hình trứng-thuôn dài hay hình elip-thuôn dài, dài 10–21 cm, rộng 4–10 cm, thường nhọn hoắt lệch bên ở đỉnh, đáy hình nêm rộng hay thuôn tròn hoặc cắt cụt, hơi có lông tơ trên gân giữa và các gân phụ; hệ gân lá nổi rõ. Hoa rủ thành cành hoa gồm 2–6 hoa, mùi rất thơm. Cánh hoa màu xanh lục sau chuyển thành vàng nhạt, với đốm nâu-tía ở đáy mé trong, thẳng-hình mũi mác, kích thước dài (2,5–)5–7,5(–8,7) cm, rộng 5–7(–14) mm, có long tơ li ti. Đơn quả 10–16, hình elipxoit hay thuôn dài-trứng ngược, dài 1,5–2,3 cm, nhẵn nhụi. Hạt màu nâu nhạt, theo đường viền thuon dài-hình elip, dẹp, dài 9 mm, rộng 6 mm, dày 2,5 mm,với các mặt nhăn hay rỗ.

## Môi trường sống
Đồn điền, đất đai gieo trồng bản địa, đất hoang nhiều bụi rậm và các bụi cây gần làng mạc; ở cao độ 0–750 m.

## Sử dụng
Tinh dầu hoàng lan được dùng trong điều trị bằng xoa bóp dầu thơm, người ta tin rằng nó có thể làm giảm huyết áp cao, điều tiết các chất bã nhờn đối với các vấn đề về da, và cho rằng nó có tác dụng kích thích tình dục. Tinh dầu hoàng lan cũng được dùng rộng rãi trong công nghiệp sản xuất nước hoa theo phong cách phương Đông. Mùi hoàng lan pha trộn khá tốt với phần lớn các loại mùi cây cỏ, hoa quả và gỗ. Tại Indonesia, hoa hoàng lan được rải trên giường cưới của các đôi tân hôn. Tinh dầu hoàng lan chiếm tới 29% xuất khẩu hàng năm của Comoros (số liệu năm 1998).

## Văn học
Hoàng lan tạo ra nhiều cảm xúc, là đề tài sáng tác cho giới văn nghệ sĩ. Nhà văn Thạch Lam trong tác phẩm "Dưới bóng hoàng lan", đã viết về một mối tình chớm nở giữa chàng thanh niên trẻ và cô bạn láng giềng, với kỷ niệm cùng nhặt hoa hoàng lan rơi trong sân vườn và cùng trưởng thành. Khi đi xa hay trở về vườn cũ, chàng vẫn nhớ Cây hoàng lan cao vút, cành lá rủ xuống... Đêm khuya, khi trăng lên, đi qua hai bên bờ lá đã ướt sương, mùi hoàng lan thoang thoảng bay trong gió... Mỗi mùa cô lại giắt hoàng lan trong mái tóc để tưởng nhớ mùi hương. Hoặc như nhạc sĩ Trần Long Ẩn trong bài hát "Đêm thành phố đầy sao" có viết Vườn nhà em cây hoàng lan bát ngát hương tỏa bay.... Hoặc như nhạc sĩ Phú Quang trong "Em ơi, Hà Nội phố" có câu Ta còn em mùi hoàng lan, ta còn em mùi hoa sữa....

## Thư viện ảnh

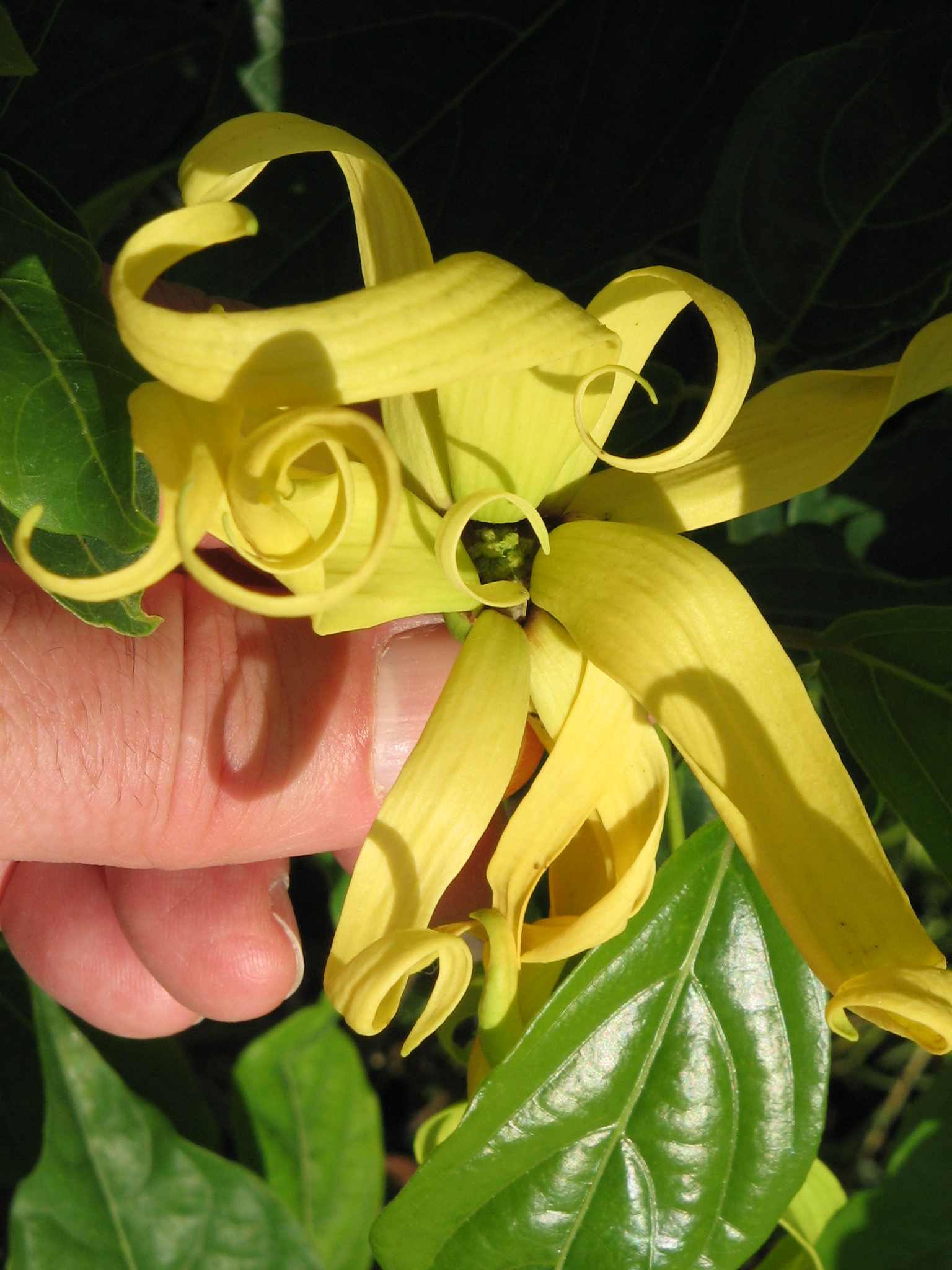
Hoa hoàng lan
Quả hoàng lan
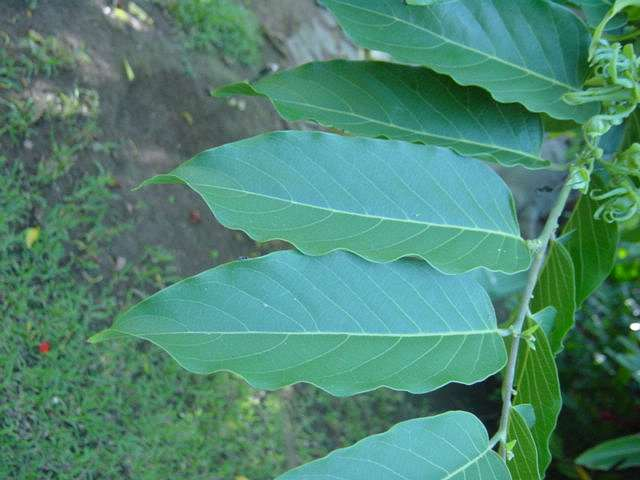
Lá hoàng lan